# Trevor Beattie
Trevor Beattie (né le 24 décembre 1959) est un cadre publicitaire britannique. Il est l'un des partenaires fondateurs, le président et le directeur créatif de Beattie McGuinness Bungay (BMB), et a précédemment été le président et le directeur créatif de TBWA London,,. Considéré comme l'une des figures de proue de la publicité en Grande-Bretagne, Beattie a été responsable de plusieurs campagnes publicitaires de grande envergure et parfois controversées, notamment la campagne "fcuk" pour French Connection et la campagne Playtex Wonderbra de 1994 mettant en vedette Eva Herzigová,. Il a géré des campagnes pour le Parti travailliste, étant un ami de Peter Mandelson et un partisan du New Labour. Beattie a orchestré les campagnes publicitaires du Parti travailliste lors des élections générales de 2001 et 2005.

## Jeunesse
Beattie était l'un des huit enfants nés de Jack et Ada Beattie à Birmingham, dans le Warwickshire. Son père, originaire de Lisburn, dans le comté de Down, travaillait comme mécanicien automobile. La famille vivait dans la banlieue de Balsall Heath de la ville. Beattie a été le premier membre de sa famille à poursuivre des études supérieures, étudiant à l'école d'art de Moseley, aux côtés d'Ali Campbell et de Terence Wilson d'UB40, avant d'obtenir par la suite un diplôme en design graphique et en photographie à l'Université de Wolverhampton.

## Carrière
En 2002, il a été répertorié par le magazine Marketing comme la 9e personne la plus influente dans les médias, et en 2003, il a été élu Directeur Créatif de l'Année aux IPA Best of the Best Awards.
En 2010, Beattie a essayé de reconquérir le compte du Parti travailliste en dépensant plus de 12 000 livres de sa propre poche pour lutter contre le Parti conservateur à Wolverhampton, mais il n'a pas réussi à déloger l'un des huit politiciens qu'il attaquait.
Le 8 février 2011, Trevor a reçu un doctorat honorifique de la Birmingham City University. Dans son discours d'acceptation, Trevor a annoncé qu'il offrirait une bourse aux futurs étudiants en l'honneur de son professeur John Lowe.

## Nouveaux projets
Beattie s'est également lancé dans l'industrie cinématographique, produisant le film lauréat des BAFTA, Moon, réalisé par Duncan Jones en 2008. Il travaille également à l'élaboration de la campagne marketing du programme Virgin Galactic Space Tourism de Richard Branson. Il vole à bord de SpaceShipTwo le 6 octobre 2023.
En novembre 2011, la Fondation Jack et Ada Beattie a été lancée. La Fondation Jack et Ada Beattie soutient les victimes d'injustice sociale en accordant des subventions à des organisations et à des individus sous les thèmes de la "Dignité", de la "Liberté" et du "Refuge". La Fondation a été créée en l'honneur des parents de Trevor Beattie.
Il a exprimé son intérêt pour la réalisation d'un film sur la vie et la carrière de l'actrice de Coronation Street, Jean Alexander, qui a joué le rôle de Hilda Ogden pendant près de 25 ans.